# Isle-sur-Marne
Isle-sur-Marne ist eine französische Gemeinde im Département Marne in der Region Grand Est. Sie hat eine Fläche von 5,39 km² und 96 Einwohner (2022).

## Geografie
Die Gemeinde Isle-sur-Marne liegt an der Marne, zwölf Kilometer südöstlich von Vitry-le-François und drei Kilometer nordwestlich des Lac du Der-Chantecoq.

## Geschichte
Von 1973 bis 1982 gehörte Isle-sur-Marne zur Gemeinde Larzicourt.

## Bevölkerungsentwicklung
| Einwohner                  | 78 | 75 | 66 | 62 | 97 | 107 | 96 |
| Quellen: Cassini und INSEE |    |    |    |    |    |     |    |

## Sehenswürdigkeiten
- Schloss (Monument historique)

## Persönlichkeiten
- Sophie Volland (1716–1784) war eine Vordenkerin der Aufklärung, sie lebte im Schloss von Isle-sur-Marne